# 羅斯·雷尼
羅斯·雷尼（英語：Ross Rennie；1986年3月29日—）是一位已經退役的蘇格蘭橄欖球運動員。他是蘇格蘭國家橄欖球隊的一員，代表蘇格蘭參加了2014年橄欖球六國賽的比賽。